# Яйгер (Західна Вірджинія)
Яйгер (англ. Iaeger) — місто (англ. town) в США, в окрузі Мак-Дауелл штату Західна Вірджинія. Населення — 257 осіб (2020).

## Географія
Яйгер розташований за координатами 37°27′37″ пн. ш. 81°49′6″ зх. д. / 37.46028° пн. ш. 81.81833° зх. д. (37.460144, -81.818455).  За даними Бюро перепису населення США в 2010 році місто мало площу 2,16 км², з яких 2,05 км² — суходіл та 0,11 км² — водойми.

## Демографія
Згідно з переписом 2010 року, у місті мешкали 302 особи в 131 домогосподарстві у складі 83 родин. Густота населення становила 140 осіб/км².  Було 167 помешкань (77/км²).
Расовий склад населення:
| - 98,3 % — білих - 1,3 % — чорних або афроамериканців |

До двох чи більше рас належало 0,3 %. Частка іспаномовних становила 0,0 % від усіх жителів.
За віковим діапазоном населення розподілялося таким чином: 18,2 % — особи молодші 18 років, 60,6 % — особи у віці 18—64 років, 21,2 % — особи у віці 65 років та старші. Медіана віку мешканця становила 45,3 року. На 100 осіб жіночої статі у місті припадало 92,4 чоловіків;  на 100 жінок у віці від 18 років та старших — 88,5 чоловіків також старших 18 років.
Середній дохід на одне домашнє господарство  становив 28 122 долари США (медіана — 20 313), а середній дохід на одну сім'ю — 34 791 долар (медіана — 26 750). Медіана доходів становила 27 188 доларів для чоловіків та 23 333 долари для жінок. За межею бідності перебувало 40,7 % осіб, у тому числі 33,3 % дітей у віці до 18 років та 50,0 % осіб у віці 65 років та старших.
Цивільне працевлаштоване населення становило 46 осіб. Основні галузі зайнятості: транспорт — 19,6 %, сільське господарство, лісництво, риболовля — 17,4 %, роздрібна торгівля — 13,0 %, освіта, охорона здоров'я та соціальна допомога — 13,0 %.